# 2008–2009-es német labdarúgó-bajnokság (másodosztály)
A 2008–2009-es német labdarúgó-bajnokság másodosztálya a 35. szezonja volt a Bundesliga 2-nek. Az idény 2008. augusztus 15-én kezdődött és 2009. május 24-én ért véget.
Az SC Freiburg volt az első feljutó a 2009–2010-es Bundesligába, miután 2009. május 10-én megnyerte a bajnokságot. Az 1. FSV Mainz 05 szintén automatikusan feljutott, miután hazai pályán 4–0-s győzelmet aratott a Rot-Weiß Oberhausen ellen. Az 1. FC Nürnberg az osztályozó keretein belül győzte le az Energie Cottbust, így szintén feljutott.

## Változások a előző idényhez képest

### Lebonyolítási rendszer
A 2008–2009-es szezontól kezdődően csak két csapat jut fel automatikusan. A Bundesliga 16. helyezettje és a Bundesliga 2 bronzérmese az idény végén osztályozót játszik egymás ellen.
Hasonlóképpen a korábbi négy kieső helyett csak két csapat esik ki automatikusan az új rendszerű 3. Ligába. A 16. helyezett oda-visszavágós rendszerű osztályozót játszik a harmadosztály harmadik helyezettjével a következő szezon fennmaradó Bundesliga 2-es helyéért.

### Csapatmozgás az első- és másodosztály között
A Borussia Mönchengladbach, a TSG 1899 Hoffenheim és az 1. FC Köln jutott fel a 2008–2009-es Bundesligába az előző szezonban. Helyettük az 1. FC Nürnberg, a Hansa Rostock és az MSV Duisburg esett ki a 2007–2008-as szezonban.

### Csapatmozgás a másod- és harmadosztály között
A Kickers Offenbach, az FC Erzgebirge Aue, az FC Carl Zeiss Jena és az SC Paderborn 07 esett ki az újonnan megalapított 3. Ligába a 2007–2008-as szezont követően. Helyettük a Regionalliga két csoportjának a bajnokai és ezüstérmesei jutottak fel. A Rot Weiss Ahlen és a Rot-Weiß Oberhausen az északi csoportból (Regionalliga Nord), míg az FSV Frankfurt és az FC Ingolstadt 04 a déli csoportból (Regionalliga Süd) jutott fel.

## Csapat információ
| Csapat               | Stadion              | Befogadóképesség |
| -------------------- | -------------------- | ---------------- |
| Alemannia Aachen     | Tivoli               | 21 632           |
| Rot Weiss Ahlen      | Wersestadion         | 10 498           |
| FC Augsburg          | Rosenaustadion       | 32 354           |
| MSV Duisburg         | MSV-Arena            | 31 500           |
| FSV Frankfurt        | Commerzbank-Arena    | 52 300           |
| SC Freiburg          | Badenova-Stadion     | 24 918           |
| SpVgg Greuther Fürth | Playmobil-Stadion    | 15 500           |
| FC Ingolstadt 04     | ESV-Stadion          | 16 500           |
| 1. FC Kaiserslautern | Fritz Walter Stadion | 48 500           |
| TuS Koblenz          | Stadion Oberwerth    | 13 500           |
| 1. FSV Mainz 05      | Stadion am Bruchweg  | 20 300           |
| TSV 1860 München     | Allianz Arena        | 69 901           |
| 1. FC Nürnberg       | Frankenstadion       | 47 559           |
| Rot-Weiß Oberhausen  | Niederrheinstadion   | 21 318           |
| VfL Osnabrück        | Osnatel-Arena        | 18 415           |
| FC Hansa Rostock     | DKB-Arena            | 29 000           |
| FC St. Pauli         | Millerntor-Stadion   | 22 648           |
| SV Wehen Wiesbaden   | BRITA-Arena          | 12 566           |

## Tabella
| #   | Csapat              | M  | GY | D  | V  | G+ – G– | GK  | P  | Megjegyzések            |
| --- | ------------------- | -- | -- | -- | -- | ------- | --- | -- | ----------------------- |
| 1.  | Freiburg            | 34 | 21 | 5  | 8  | 60–36   | +24 | 68 | Feljutás a Bundesligába |
| 2.  | Mainz               | 34 | 18 | 9  | 7  | 62–37   | +25 | 63 | Feljutás a Bundesligába |
| 3.  | Nürnberg            | 34 | 16 | 12 | 6  | 51–29   | +22 | 60 | Feljutási osztályozó    |
| 4.  | Aachen              | 34 | 16 | 8  | 10 | 58–38   | +20 | 56 |                         |
| 5.  | Greuther Fürth      | 34 | 16 | 8  | 10 | 60–46   | +14 | 56 |                         |
| 6.  | Duisburg            | 34 | 14 | 13 | 7  | 56–36   | +20 | 55 |                         |
| 7.  | Kaiserslautern      | 34 | 15 | 7  | 12 | 53–48   | +5  | 52 |                         |
| 8.  | St. Pauli           | 34 | 14 | 6  | 14 | 52–59   | −7  | 48 |                         |
| 9.  | Rot-Weiß Oberhausen | 34 | 11 | 9  | 14 | 35–54   | −19 | 42 |                         |
| 10. | Rot Weiss Ahlen     | 34 | 11 | 8  | 15 | 38–57   | −19 | 41 |                         |
| 11. | Augsburg            | 34 | 10 | 10 | 14 | 43–46   | −3  | 40 |                         |
| 12. | 1860 München        | 34 | 9  | 12 | 13 | 44–46   | −2  | 39 |                         |
| 13. | Hansa Rostock       | 34 | 8  | 14 | 12 | 52–53   | −1  | 38 |                         |
| 14. | Koblenz1            | 34 | 11 | 8  | 15 | 47–57   | −10 | 38 |                         |
| 15. | FSV Frankfurt       | 34 | 9  | 11 | 14 | 34–47   | −13 | 38 |                         |
| 16. | Osnabrück           | 34 | 8  | 12 | 14 | 41–60   | −19 | 36 | Kiesési osztályozó      |
| 17. | Ingolstadt          | 34 | 7  | 10 | 17 | 38–54   | −16 | 31 | Kiesés a 3. Ligába      |
| 18. | Wehen               | 34 | 5  | 12 | 17 | 28–49   | −21 | 27 | Kiesés a 3. Ligába      |

Forrás: bundesliga.de 
A rangsorolás alapszabályai: 1. összpontszám, 2. egymás elleni eredmények összpontszáma, 3. gólkülönbség, 4. szerzett gólok száma.
(B): Bajnokcsapat, (K): Kieső csapat, (F): Feljutó csapat, (I): Kupainduló, (R): A rájátszás győztese, (KGY): Kupagyőztes

## Osztályozó
A feljutási osztályozóhoz lásd a 2008–2009-es német labdarúgó-bajnokság (első osztály) szócikket.
A Bundesliga 2 16. helyezett csapata, a VfL Osnabrück és a 3. Liga harmadik helyezettje, az SC Paderborn 07 oda-visszavágós rendszerű osztályozót játszott egymás ellen. A Paderborn mindkét mérkőzést megnyerte, összesítésben 2–0-s győzelmet aratott, így feljutott a Bundesliga 2-be, míg az Osnabrück kiesett a harmadosztályba.
| 2009. május 29. 20:30 (CEST) | SC Paderborn 07 | 1 – 0                 | VfL Osnabrück | Paragon Arena, Paderborn Nézőszám: 15 000 Játékvezető: Stark (Ergolding) |
| 2009. május 29. 20:30 (CEST) | Löning 78'      | (0 – 0) (Jegyzőkönyv) |               | Paragon Arena, Paderborn Nézőszám: 15 000 Játékvezető: Stark (Ergolding) |

| 2009. június 1. 15:30 (CEST) | VfL Osnabrück | 0 – 1                 | SC Paderborn 07 | Osnatel-Arena, Osnabrück Nézőszám: 16 250 Játékvezető: Brych (München) |
| 2009. június 1. 15:30 (CEST) |               | (0 – 0) (Jegyzőkönyv) | Löning 63'      | Osnatel-Arena, Osnabrück Nézőszám: 16 250 Játékvezető: Brych (München) |

## Góllövőlista
| Gól                               | Név                 | Csapat               |
| --------------------------------- | ------------------- | -------------------- |
| 16                                | Benjamin Auer       | Alemannia Aachen     |
| 16                                | Cedric Makiadi      | MSV Duisburg         |
| 16                                | Marek Mintál        | 1. FC Nürnberg       |
| 15                                | Sami Allagui        | SpVgg Greuther Fürth |
| 15                                | Benjamin Lauth      | TSV 1860 München     |
| 14                                | Michael Thurk       | FC Augsburg          |
| 14                                | Dorge Kouemaha      | MSV Duisburg         |
| 14                                | Erik Jendrišek      | 1. FC Kaiserslautern |
| 14                                | Aristide Bancé      | 1. FSV Mainz 05      |
| 13                                | Lars Toborg         | Rot Weiss Ahlen      |
| 13                                | Mohammadou Idrissou | SC Freiburg          |
| 12                                | Stefan Reisinger    | SpVgg Greuther Fürth |
| 12                                | Srđan Lakić         | 1. FC Kaiserslautern |
| 11                                | Srđan Baljak        | 1. FSV Mainz 05      |
| 11                                | Enrico Kern         | FC Hansa Rostock     |
| 10                                | Marius Ebbers       | FC St. Pauli         |
| 10                                | Alexander Ludwig    | FC St. Pauli         |
| 9                                 | Ersin Demir         | FC Ingolstadt 04     |
| 8                                 | 6 játékos           | 6 játékos            |
| 7                                 | 8 játékos           | 8 játékos            |
| 6                                 | 14 játékos          | 14 játékos           |
| 5                                 | 9 játékos           | 9 játékos            |
| 4                                 | 21 játékos          | 21 játékos           |
| 3                                 | 35 játékos          | 35 játékos           |
| 2                                 | 49 játékos          | 49 játékos           |
| 1                                 | 82 játékos          | 82 játékos           |
| Öngól: 15 játékos                 |                     |                      |
| Utolsó frissítés: 2009. május 24. |                     |                      |
| Forrás: www.kicker.de             |                     |                      |

## Külső hivatkozások
- Hivatalos honlap Archiválva 2012. augusztus 23-i dátummal a Wayback Machine-ben (németül) (angolul)
- Bundesliga 2 a DFB.de-n (angolul) (németül)
- Bundesliga 2 a Kicker.de-n (németül)